# Lista de emissoras de televisão do Rio Grande do Norte
Esta é uma lista de emissoras de televisão de estado brasileiro do Rio Grande do Norte. São 12 emissoras concessionadas pela ANATEL. Pela lei, uma Retransmissora de Televisão (RTV) fora da Amazônia Legal pode gerar programação local limitada e não pode vender espaços comerciais (caso da TV Metropolitano). As emissoras podem ser classificadas pelo nome, canal analógico, canal digital, cidade de concessão, sede, razão social, afiliação e prefixo.

## Canais abertos
| Nome                 | CA | CD      | Concessão  | Sede    | Razão social                                | Afiliação                                               | Prefixo |
| -------------------- | -- | ------- | ---------- | ------- | ------------------------------------------- | ------------------------------------------------------- | ------- |
| Band RN              | —  | 3 (30)  | Natal      | Natal   | Televisão Novos Tempos S/A                  | Band                                                    | ZYB 564 |
| InterTV Cabugi       | —  | 11 (34) | Natal      | Natal   | Televisão Cabugi Ltda.                      | TV Globo                                                | ZYB 562 |
| InterTV Costa Branca | —  | 18 (47) | Mossoró    | Mossoró | Televisão Costa Branca Ltda.                | TV Globo                                                | ZYP 298 |
| TV Assembleia RN     | 2  | 45      | Lagoa Nova | Natal   | Fundação Djalma Marinho                     | Independente                                            | ZYB 566 |
| TV Câmara Mossoró    | —  | 2 (20)  | Mossoró    | Mossoró | Empresa Brasil de Comunicação S.A. - EBC    | TV Brasil .2 Canal Gov .3 Canal Educação .4 Canal Saúde | ZYP 305 |
| TV Câmara Natal      | —  | 10 (51) | Natal      | Natal   | Câmara dos Deputados                        | .1 TV Câmara .3 TV Assembleia RN .4 TV Senado           | ZYP 324 |
| TV Feliz             | —  | 17 (16) | Natal      | Natal   | Multi TV Comunicações Ltda.                 | Independente                                            | ZYB 567 |
| TV Futuro            | —  | 14      | Natal      | Natal   | Fundação Antônio Gomes dos Santos           | TV Cultura                                              | ZYP 308 |
| TV Metropolitano     | —  | 23      | Natal      | Natal   | Sistema de Comunicação Pantanal S/C Ltda.   | RBTV                                                    | RTV     |
| TV Ponta Negra       | —  | 13 (36) | Natal      | Natal   | TV Ponta Negra Ltda.                        | SBT                                                     | ZYB 561 |
| TV Tropical          | —  | 8 (32)  | Natal      | Natal   | Tropical Comunicação Ltda.                  | Record                                                  | ZYB 563 |
| TV Universitária     | —  | 5 (48)  | Natal      | Natal   | Universidade Federal do Rio Grande do Norte | TV Brasil                                               | ZYP 304 |

### Extintos
| Nome       | Canal | Cidade de concessão | Período de existência |
| ---------- | ----- | ------------------- | --------------------- |
| TV Mossoró | 7     | Mossoró             | 2007-2019             |